# クィントゥス・ユニウス・ブラエスス
クィントゥス・ユニウス・ブラエスス（Quintus Iunius Blaesus, 31年没）は、ローマ帝政初期の元老院議員、紀元10年の補充執政官。ルキウス・アエリウス・セイヤヌスの叔父。

## 生涯
初代ローマ皇帝アウグストゥスから任命され、アウグストゥス没時の西暦14年には元首属州であるパンノニアの総督 (Legatus) として駐留する3個軍団を指揮する立場にあった。
ブラエススはアウグストゥスの喪と新皇帝ティベリウス即位の祝賀のため、夏期陣地に集結していた指揮下の軍団兵に対し休暇を与えた。しかしこの休暇をきっかけに、日頃から軍務に不満を抱いていた軍団兵達はブラエススに賃金の上昇と退役年数の引き下げを要求し、その騒乱はついには暴動へと発展した。当初ブラエススは兵達の説得を試みたが効果はなく、兵達の要求を伝えるため副官を務めていた息子をティベリウスのもとへと向かわせた。
同時期、ゲルマニアでも同様に軍団の暴動が発生しており、この対処にティベリウスは自らの息子達をあたらせた。ゲルマニアはその総督の任に養子ゲルマニクスがあったためそのまま対処を任せ、パンノニアには実子小ドルススを近衛軍団と共に派遣した。
小ドルススとブラエススは兵士達と交渉し息子のブラエススが再び使者としてティベリウスのもとへと送られた。しかしその後、月食を契機として兵士達に動揺がひろがると、ドルススはその動揺を利用し厳罰で対処し、使者のブラエススが戻る前に暴動を鎮圧した。
その後、西暦21年にブラエススは元老院属州アフリカの総督（プロコンスル）に選出された。このときマルクス・アエミリウス・レピドゥスとブラエススの二人から知事は選ばれたが、レピドゥスの辞退とブラエススがセイヤヌスの叔父であったことが決め手になった。このときセイヤヌスはティベリウスから重用されていた。
西暦22年に属州に赴任。同年、任期の延長も決定された。この当時のアフリカではベルベル系のタクファリナスが西暦17年から反ローマ闘争を行なっており、その対処が最重要任務であった。タクファリナスはブラエススの前任の知事フリウス・カミッルス、ルキウス・アプロニウスによって2度敗北を喫していたが、決定的な打撃を与えるには至らず、再び勢力を回復させていた。
ブラエススは自らと息子、軍団長コルネリウス・スキピオの3つに兵力を分け、敵を追い詰めていった。その後さらに部隊を細かく分けて敵勢力の追撃に務め、タクファリナスの兄弟を捕虜とすることに成功した。この勝利によってブラエススはティベリウスから凱旋将軍顕彰を与えられ、さらに帝政期には珍しい兵士達からの「インペラトル」の歓呼も許された。しかしタクファリナス自身は取り逃がしていた。
翌23年までアフリカ知事を務めたブラエススはローマに帰還したが、この後タクファリナスは再びローマに戦いを挑むことになる。タクファリナスは最終的にはブラエススの後任の知事プブリウス・ドラベッラによって西暦24年に討たれた。
西暦31年にそれまで圧倒的な権力を有していたセイヤヌスが陰謀を企てたとしてティベリウスによって断罪、処刑された。この処刑と共にセイヤヌス一派への粛清が行なわれ、セイヤヌスの叔父であったブラエススも例に漏れず一族もろとも誅殺された。

## 家族
ブラエススの二人の息子はセイヤヌスの勢力の強かった頃ティベリウスより聖職が約束されていた。聖職者を殺害することは古代ローマにおいて禁忌であったためか、ティベリウスの粛清においてブラエススが殺害された時も二人は殺害を免れたものの監禁された。
しかし西暦36年に約束されていた聖職に他の者が任命され、自らに生路は残ってないことを悟り二人はそろって自殺した。